# 四方漁港
四方漁港（よかたぎょこう）は、富山県富山市四方港町にある第1種漁港である。四方港（よかたこう）とも呼ばれている。

## 概要
江戸時代は八重津港（やえづこう）とも呼ばれていて、富山城下への魚類集散地として栄えていた。しかし、当時は港としての設備は無かった。
1934年（昭和9年）から1935年（昭和10年）にかけて船溜場として東防波堤が建設され、1938年に西防波堤が竣工、以降、1943年（昭和18年）までに防波堤の整備が完了し、伏木 - 北海道 - 樺太（現・サハリン）航路の寄港地および大消費地富山を控えた漁港（鮮魚の行商人が県内最多）として賑わった。
以降第1 - 5次整備計画までに、修築事業、改修事業等により、岸壁、船繋（1949年（昭和24年）時点で一部分のみ岩壁を整備し船繋としていた）、物揚場、荷捌き施設（1949年（昭和24年）建設）、防波堤、道路等が整備され、漁港施設が整えられた。
1951年（昭和26年）7月28日に漁港指定（農林省告示第270号）され、1964年（昭和39年）7月18日に漁港管理者の指定（富山県告示第531号）がなされた。
漁船の大型化と施設の老朽化に対応するため、第8次整備計画以降、外郭施設の整備、係留施設、泊地の整備などを順次実施している。

## 周辺
- 国道415号
- 八重津浜海水浴場